# Józef Rzepka (polityk)
Józef Rzepka (ur. 27 lutego 1956 w Przysietnicy) – polski samorządowiec i polityk, burmistrz Brzozowa w latach 1990–1998 i 2006–2018.

## Życiorys
Absolwent Liceum Ogólnokształcącego w Brzozowie z 1975. Ukończył studia na Wydziale Prawa i Administracji Uniwersytetu Marii Curie-Skłodowskiej w Lublinie.
W styczniu 1990 r. objął funkcję naczelnika miasta i gminy Brzozów. W wyniku pierwszych wolnych wyborów do rad gmin w 1990 r. uzyskał mandat radnego, a w czerwcu 1990 r. został wybrany na burmistrza gminy i miasta Brzozów. W kolejnych wyborach samorządowych z 1994 r. ponownie wszedł w skład rady miejskiej, uzyskał też reelekcję na stanowisko burmistrza, które zajmował do listopada 1998 r. W tym okresie był również przewodniczącym Sejmiku Samorządowego Województwa Krośnieńskiego.
W 1998 r. uzyskał mandat radnego rady powiatu, a następnie został wybrany na starostę brzozowskiego. W wyborach z 2002 r. ponownie zdobył mandat radnego powiatowego, który złożył po powołaniu go na stanowisko zastępcy burmistrza Brzozowa w listopadzie 2002 r. Sprawował nadzór nad sprawami obywatelskimi, gospodarką mieniem, kulturą i oświatą.
W wyborach samorządowych z 2006 r. po raz trzeci uzyskał mandat radnego rady powiatu, który złożył w związku z wyborem na burmistrza Brzozowa. W wyborach samorządowych w 2010 r. po raz czwarty uzyskał mandat radnego powiatowego, który złożył w związku z ponownym wyborem na stanowisko burmistrza Brzozowa.

## Odznaczenia
- Złoty Krzyż Zasługi – 2009[12]